# Allium alexandrae
Allium alexandrae är en amaryllisväxtart som beskrevs av Aleksei Ivanovich Vvedensky. Allium alexandrae ingår i släktet lökar, och familjen amaryllisväxter. Inga underarter finns listade i Catalogue of Life.